# 奥慶一
奧 慶一（おく けいいち、1955年10月14日 - ）は、日本のキーボーディスト、作曲家、編曲家。滋賀県出身。「or-lab.」主宰。

## 略歴
東京藝術大学音楽学部附属音楽高等学校、東京藝術大学音楽学部作曲科卒業、東京藝術大学大学院修士課程中退。
大学院在学中に郷ひろみのバックバンドに参加、1979年8月25日にロックバンド「スペクトラム」の一員としてデビュー。1981年3月21日、アルバム『Misty Morning』でソロデビュー。
スペクトラムの解散後、スタジオ・ミュージシャンとして多数のレコーディング・セッションに参加、また他アーティストの楽曲の作曲や編曲を行い、映像作品の音楽を手掛ける。
2005年4月より洗足学園音楽大学音楽・音響デザインコースの客員教授を務める。
幼時より音楽を基礎から学んだ経験を活かした曲作りを信条とする。『電磁戦隊メガレンジャー』のプロデューサー・髙寺成紀からは「論理的な曲作りをする人」と評されている。
2009年5月、『明日のナージャBGM』で2008年度のJASRAC賞国際賞を受賞。

## クラシック（現代音楽）作品
- Illumination pour orchestre (1978年) 東京藝大卒業制作首席、大学買い上げ作品
- Sileno - Sonata per violino e pianoforte (2011年) 2012年3月8日 JFC アンデパンダンで初演。
- Sette canzoni per bambini (2011年) - V. Giga 2012年3月28日 JFC 「こどもたちへ」で初演。
- Bridge Across Two Heavens (2015年)

## オリジナル・アルバム
- Misty Morning［ビクター］（1981年）
- THE GOOD BAD GIRL［ビクター］（1981年）
- THE GOOD BAD GIRL AGAIN［ビクター］（1983年）
- 残照 Sunset Tint（SOUND MUSEUM SERIES 1）［ポニーキャニオン］（1986年）

## 音楽担当作品

### テレビドラマ
- 東中学3年5組（1984年）
- 禁じられたマリコ（1985年）
- 華の嵐（1988年）
- 夏の嵐（1989年）※ゲスト出演もしている。
- 松本清張作家活動40周年記念・西郷札（1991年）
- 華の誓い（1991年）
- 新宿ラブストーリー事件簿（1992年）
- ボクたちのドラマシリーズ 放課後（1992年）
- じゃじゃ馬ならし（1993年）※編曲。作曲担当はT-SQUARE
- チャンス！(1993年)
- 17才-at seventeen-(1994年）
- うちの母ですが…（1995年）
- 天城越え（1998年）
- 白衣のふたり（1998年）
- 松本清張特別企画・危険な斜面（2000年）
- アストロ球団（2005年）
- 松本清張ドラマスペシャル・波の塔（2006年）

### その他のテレビ番組
- NHKスペシャル「生命40億年はるかな旅」（1994年）
- 『報道2001』テーマ曲（1997年）

### 映画
- みゆき（1983年）※萩田光雄との連名

### アニメ

#### テレビアニメ
- 夢戦士ウイングマン（1984年）
- 魔法のスターマジカルエミ（1985年）
- 闘将!!拉麵男（1988年）
- ママレード・ボーイ（1994年）
- 覇王大系リューナイト（1994年）※シリーズ後半のための追加分
- おジャ魔女どれみシリーズ（1999年 - 2002年）
- 明日のナージャ（2003年）
- PEACE MAKER鐵（2004年）
- デジモンセイバーズ（2006年）
- 夢喰いメリー（2011年）[2]
- 君のいる町（2013年）

#### OVA
- クラッシャージョウ（1989年）
- 覇王大系リューナイト アデュー・レジェンド（1994年）※佐橋俊彦との連名
- おジャ魔女どれみナ・イ・ショ（2004年）

#### アニメ映画
- ボビーに首ったけ（1985年）
- ウルトラマンカンパニー（1996年）
- おジャ魔女どれみ♯（2000年）
- も〜っと! おジャ魔女どれみ カエル石のひみつ（2001年）
- デジモンセイバーズ THE MOVIE 究極パワー! バーストモード発動!（2006年）
- 魔女見習いをさがして（2020年）

#### WEBアニメ
- おジャ魔女どれみ お笑い劇場（2019年）

### 特撮
- 電磁戦隊メガレンジャー（1997年）
- 電磁戦隊メガレンジャーVSカーレンジャー（1998年）※佐橋俊彦との連名
- 星獣戦隊ギンガマンVSメガレンジャー（1999年）※佐橋俊彦との連名

### その他の映像作品
- THE GOOD BAD GIRL AGAIN（1983年）※VHD。構成・演出：大林宣彦/撮影：横須賀功光。
- 赤いカラスと幽霊船（1989年）※横浜博覧会テーマ映像。
- LEGEND Premium DVD（2004年）※ホンダ・レジェンドプロモーションDVD。非売品。

### その他
- FMシアター「ミュージカルファンタジー・人魚の森」（1989年、NHK-FM)

## 楽曲提供
- 相沢友子
  - ふたり（1994年）
- 浅倉亜季
  - ビードロ恋歌（1987年）
- 亜波根綾乃
  - warmth（1998年）
  - 夜の翼〜keep our head together〜（1998年）
- 伊藤かずえ
  - あ･な･た･にアムール（1986年）
- 伊藤麻衣子
  - ルージュの挑戦（1984年）
- 岩城滉一
  - 笑い話/悪戯に（1985年）
- 岩崎宏美
  - 決心/夢狩人（1985年）※「決心」は、作曲のみ
  - 好きにならずにいられない（1986年）
  - 最初の恋人達（1987年）
- 柏原芳恵
  - 途中下車（1987年）
- 小泉今日子
  - Kiss Me Please（1983年）
- 小出広美
  - フレンド･シック/あの日はサイレントムービー/ルージュとバラと缶ビール/あいつ（1983年）
- 国生さゆり
  - 左手がキライ（1988年）
- 彩恵津子
  - 悲しくないのに（1986年）
- 冴木杏奈
  - デメラノーチェ/ベラノの海辺（1987年）
  - 抱いて･･･/女優（1988年）
- 坂上とし恵
  - ひとりで街をゆくときも（1982年）
- 佐藤弘枝
  - 蒼い感傷（1985年）
- ザ・リリーズ
  - 瞳はコスモス（1986年）
- 島田奈美
  - ひとり夢のスクリーン（1986年）
- 髙橋真梨子
  - モダン･デジャヴ（1984年）
  - ストライプ（1985年）
- 田中美佐子
  - スペインへ行きたい（1983年）
- T-SQUARE
  - カタロニアの砦（1995年 アルバム『TAKARAJIMA』に収録）
- 徳丸純子
  - ミルキイウエイ/風の予感（1983年）
- 中村雅俊
  - 愛の詩（1987年）
- 速水昌未
  - 異性（1987年）
- 本田美奈子.
  - etoile-星-（2003年 『明日のナージャ』挿入歌）
- 松原みき
  - カフェ・イ・アルテ（1988年）
- 松本明子
  - ゴメン･遊ばせて!（1983年）
- 森口博子
  - 純真（ロマンス）（1987年）

### アニメ・特撮・ラジオドラマ
- 超攻速ガルビオン（1984年）
  - BE A HERO （挿入歌 歌：山際祥子）
  - ALONE （挿入歌 歌：山際祥子）
- ワンダービートS（1986年）
  - 瞳は宇宙（コスモス）（前期オープニングテーマ、後期エンディングテーマ 歌：燕奈緒美・真由美）
  - ワンダービート（前期エンディングテーマ、後期オープニングテーマ 歌：燕奈緒美・真由美）
- エスパー魔美（1987年）
  - テレポーテーション〜恋の未確認〜（オープニングテーマ 歌：橋本潮）
  - 不思議 Angel（エンディングテーマ 歌：橋本潮）
- レジェンド・オブ・クリスタニア〜はじまりの冒険者たち〜（1994年）
  - はじまりの予感（オープニングテーマ 歌：乾和代）
- 激走戦隊カーレンジャー（1996年）
  - SHOOT! カーレンジャー（挿入歌 歌：坂井紀雄）
- 電磁戦隊メガレンジャー（1997年）
  - 電磁戦隊メガレンジャー（オープニングテーマ 歌：風雅なおと）
  - COSMIC WORLD（挿入歌 歌：大木理沙）
  - Don't Stop! メガシルバー（挿入歌 歌：高尾直樹）
  - MEGARANGER "THE CYBERDELIX"(オープニング･テーマ英語ヴァージョン)（挿入歌 歌：MEGA MICKEY）
- 星獣戦隊ギンガマン（1998年）
  - 機刃をむけ!（挿入歌 歌：坂井紀雄）
  - ∞（むげんだい）の勇気（挿入歌 歌：柿島伸次）
  - きっと足りない（挿入歌 歌：渕上祥人）
- 仮面ライダークウガ（2000年）
  - power of soul（イメージソング 歌：橋本仁）
  - 装甲機GOURAM（イメージソング 歌：MICKEY-T.）
- 百獣戦隊ガオレンジャー（2001年）
  - ヒーリン' ユー（エンディングテーマ 歌：Salia）

## 編曲
- アグネス・チャン
  - 愛のハーモニー（1984年）
- 池上季実子
  - 流されて（1984年）
- 石川秀美
  - あなたとハプニング（1985年 作曲：加藤和彦）
- 奥田圭子
  - 夢ください‐知・的・優・遊‐（1985年 作曲：玉置浩二）
- 岡本舞子
  - さよならペガサス（1987年 作曲：石川恵樹）
  - 素敵なフラッパー（1987年 作曲：中崎英也）
- 柏原芳恵
  - 途中下車（1987年 作曲：花岡優平）
- 研ナオコ
  - 泣かせて（1983年 作曲：小椋佳）
- 桜田淳子
  - 眉月夜（1983年 作曲：小椋佳）
- サリナ・ジョーンズ
  - Feelings Change（1984年）
- 髙橋真梨子
  - 桃色吐息（1984年）
- T-SQUARE
  - CLASSICS（1992年 オーケストラバージョン編曲）
  - HARMONY（1993年 オーケストラバージョン編曲）
  - 夏の惑星（1994年 ストリングセクション編曲）
    - COPACABANA（作曲：安藤まさひろ）
    - SWEET SORROW（作曲：和泉宏隆）

  - TAKARAJIMA（1995年 オーケストラバージョン編曲）
- 德永英明　
  - 夏のラジオ（1986年 作曲：德永英明）
  - 9月のストレンジャー（1986年 作曲：德永英明）
  - 感じるままに（1986年 作曲：德永英明）
  - 振られるなんて（1986年 作曲：德永英明）
  - 心の中はバラード（1986年 作曲：德永英明）
- 富田靖子
  - スウィート（1985年）
- ビートたけし & たけし軍団
  - 哀しい気分でジョーク（1985年 作曲：大沢誉志幸）
- 堀ちえみ
  - 素敵な休日（1986年 作曲：尾崎亜美）
  - スカーレット白書（1987年 作曲：中崎英也）
- 松原健之
  - 北の冬薔薇（2013年 作曲：弦哲也）
  - ふるさとの空遠く（2014年 作曲：弦哲也）
- 松山千春
  - Sing a Song（1983年 作曲：松山千春）
  - 涙の街（1983年 作曲：松山千春）
  - On the Radio（1984年 作曲：松山千春）
- イメージアルバム「北の国から1992」（1992年）

### アニメ・特撮・ラジオドラマ
- キン肉マン（1984年）
  - 炎のキン肉マン（オープニングテーマ 作曲：芹澤廣明、歌：串田アキラ）
  - キン肉マンボ（エンディングテーマ 作曲：森雪之丞、歌：神谷明、こおろぎ'73、SHINES）
  - 悲しみのベアークロー（挿入歌 作曲：芹澤廣明、歌：Woo、こおろぎ'73、セリフ：堀秀行）
  - 奇蹟の逆転ファイター（挿入歌 作曲：芹澤廣明、歌：神谷明）
- 超新星フラッシュマン（1985年）
  - 超新星フラッシュマン（オープニングテーマ 作曲：タケカワユキヒデ、歌：北原拓）
  - ファイティングポーズ、フラッシュマン（エンディングテーマ 作曲：タケカワユキヒデ、歌：北原拓）
- ハロー!レディリン（1988年）
  - レディ・クレスト～扉を開けて～（オープニングテーマ 作曲：松田良、歌：守谷香）
  - 野ばらの肖像（エンディングテーマ 作曲：南部昌江、歌：守谷香）
- レジェンド・オブ・クリスタニア〜はじまりの冒険者たち〜（1994年）
  - 導かれて…（エンディングテーマ 作曲：山本健司 歌：乾和代）
- 激走戦隊カーレンジャー（1996年）
  - 激走戦隊カーレンジャー～フルアクセルヴァージョン～（オープニングテーマ 作曲：小路隆、歌：高山成孝）
- 救急戦隊ゴーゴーファイブ（1999年）
  - 超巨大ロボ!!グランドライナー（挿入歌 作曲：渡辺俊幸、歌：石原慎一）
  - FASTEST & GREATEST（挿入歌 作曲：渡辺俊幸、歌：石原慎一）
  - 流星合体!!ビクトリーマーズ（挿入歌 作曲：渡辺俊幸、歌：石原慎一）

### ゲームミュージック
- スタートレーダー（1989年）
  - スーパーアレンジバージョン トラック1～6（作曲：日本ファルコム）
- ファルコム・スペシャルBOX
- アークザラッドシリーズ